# نيكولاس هاس
نيكولاس هاس (بالألمانية: Nicolas Haas) (مواليد 23 يناير 1996) هو لاعب كرة قدم سويسري ، يجيد اللعب في مركز خط الوسط المحوري ، ويلعب حاليًا لنادي لوتسيرن السويسري.

## روابط خارجية
- نيكولاس هاس على موقع الاتحاد الأوربي (الإنجليزية)
- نيكولاس هاس على موقع قاعدة بيانات كرة القدم.إي يو (الإنجليزية)
- نيكولاس هاس على موقع Soccerway.com (الإنجليزية)
- نيكولاس هاس على موقع عالم كرة القدم.نت (الإنجليزية)

- Nicolas Haas